# Флемінг 1
Флемінг 1 — незвичайна планетарна туманність, розташована в сузір'ї Центавра. Він має пару симетричних струменів, що перетинають понад 2,8 шт і окреслений рядом вузлів. Струмені та вузли віддаляються від центру туманності та, ймовірно, були викинуті 10 000–16 000 років тому. Внутрішня частина туманності має форму метелика і занурена в слабке гало. Крила метелика спрямовані в напрямку струменів, їх вісь повернута під кутом 50° до лінії зору. Талія «метелика» оточена тором розширюваного гарячого газу, який утворює внутрішній яскравий еліпс. Флемінгу 1 ймовірно, 5000 років.
Як і будь-яка інша планетарна туманність, Флемінг 1 утворилася, коли стара зірка асимптотичної гігантської гілки (AGB) втратила свою зовнішню багату воднем оболонку, залишивши гаряче ядро (молодого білого карлика) — центральну зірку туманності. Зірка в центрі Флемінг 1 має температуру 80,000 ± 15,000 K і масу 0,56 +0.3
−0.04</br> +0.3
−0.04 M☉.
Спостереження, проведені Європейською південною обсерваторією, показали, що центральна зірка насправді є подвійною виродженою (з двох білих карликів) подвійною системою з періодом 1.1953 ± 0.0002 днів. Компаньйон, ймовірно, є старшим білим карликом із більшою масою — 0,64–0,7 M☉. Його температура становить близько 120 тис K забезпечує основну масу фотонів високої енергії, необхідних для іонізації туманності. Джети, ймовірно, утворилися в результаті акреції матеріалу зірки AGB на цьому білому карлику. Акреція призвела до утворення прецесирующего акреційного диска, який виштовхував матеріал уздовж своєї осі обертання, що призводило до утворення струменів і вузлів. Минулі події акреції також пояснюють високу температуру другого білого карлика.